# Troupe de La Monnaie en 1786

## Composition de la troupe duThéâtre de la Monnaieen1786
L'année théâtrale commence le 17 avril 1786 et se termine le 24 février 1787.
| Acteurs et chanteurs         | Actrices et chanteuses    |
| ---------------------------- | ------------------------- |
| Adam                         | Adam                      |
| Bultos                       | Berthéas                  |
| Bursay                       | Bugué                     |
| Bursay fils                  | Bursay                    |
| Calais                       | Darcourt                  |
| Champmêlé                    | Destival                  |
| Debatty                      | D'Humainbourg             |
| Dermilly                     | D'Humainbourg (la petite) |
| Duquesnoy                    | Fleury-Deligny            |
| Dusauzin                     | France                    |
| Gillis                       | Gillis                    |
| Grégoire                     | Lagone                    |
| Lagier                       | Latour                    |
| La Rivière                   | La Sozelière              |
| La Sozelière                 | Le Roy                    |
| Le Jeune                     | Mees                      |
| Maréchal                     | Ricquier                  |
| Mees                         |                           |
| Milord                       |                           |
| Ricquier                     |                           |
| Saint-Vair                   |                           |
| Vernet                       |                           |
| Danseurs et figurants        | Danseuses et figurantes   |
| Devos, maître de ballet      | D'Humainbourg             |
| Gambu                        | D'Humainbourg nièce       |
|                              | Devos                     |
|                              | Mercier                   |
| Orchestre                    |                           |
| Vitzthumb, maître de musique | Laur                      |
| Aucaigne                     | Lion                      |
| Bauwens                      | Lohen                     |
| Beckmans                     | Maréchal                  |
| Bischop                      | Mechtler                  |
| Borremans                    | Milord                    |
| Claessens                    | Moris                     |
| Dewinne père                 | Ooreesteins               |
| Dewinne fils                 | Oostens                   |
| Doudelet                     | Poitiaux                  |
| Durand                       | Toussaint                 |
| Gehot 1                      | Van Hamme                 |
| Gehot 2                      | Van Maldere               |
| Immers                       | Van Maldere aîné          |
| Ipperseel                    | Van Maldere cadet         |
| Langlais                     | Zeghers                   |
| L'Artillion                  |                           |
| Autre personnel              |                           |
| Flon, imprimeur              | Devits, receveur          |

### Source
- Nouvel almanach ambigu-chantant, Gand 1787.